# Theodora Gkountoura
Theodora (Dora) Gkountoura, auch Theodora (Dora) Goudoura (griechisch Θεοδώρα (Δώρα) Γκουντούρα, * 14. März 1997 in Athen), ist eine griechische Fechterin.

## Leben und Karriere
Gkountoura fing mit 12 Jahren an zu fechten. Sie spielte in ihrer Schule auch Tennis und turnte, jedoch konnte sie ihr späterer Trainer Thanasis Delenikas überzeugen, dass sie für das Fechten talentiert ist. Sie ist Säbelfechterin und startete viele Jahre für den Sportverein AEK. Gkountoura ist Rechtshänderin und trainiert im Athener Olympia Stadion (OAKA). In den Jahren 2018, 2019, 2020 und 2021 wurde sie griechische Meisterin.
Gkountoura nahm zum ersten Mal 2018 an Fechtweltmeisterschaften teil, sie schied in Wuxi im Viertelfinale aus. Bereits im folgenden Jahr hatte sie ihren größten Erfolg. Ihre Bronzemedaille bei den Fechtweltmeisterschaften 2019 in Budapest war die erste griechische Fecht-Medaille bei Weltmeisterschaften. So qualifizierte sie sich für eine Teilnahme an den Olympischen Sommerspielen.
2020 gewann sie die Bronzemedaille beim internationalen Akropolis Cup in ihrer Heimatstadt.
Sie nahm an den Olympischen Sommerspielen 2020 in Tokio, die wegen der COVID-19-Pandemie 2021 stattfanden, teil und unterlag in der ersten Runde mit 8:15 der Japanerin Misaki Emura. Dadurch belegte sie den 21. Platz beim Fechten mit dem Säbel.
Nachdem sie bei den Fechtweltmeisterschaften 2022 in Kairo im Viertelfinale ausgeschieden war, nahm sie im November 2022 an dem World Cup in Algier teil und gewann Bronze. 2023 erkämpfte sie die Silbermedaille beim World Cup in Taschkent. So kam sie im März 2023 auf Platz 6 der Weltrangliste.
Bei den Europaspielen 2023 in Krakau kam Gkountoura auf den dritten Platz. Im selben Jahr verpasste sie bei den Fechtweltmeisterschaften 2023 in Mailand nur knapp mit 14 zu 15 Punkten gegen Misaki Emura das Finale und gewann die Bronzemedaille zusammen mit Joana Iliewa.
Gkountoura konnte sich nach ihrer Teilnahme am Coupe Acropolis im März 2024 über ihr Ranking für die Olympischen Spiele in Paris qualifizieren. Dort kam sie auf den 5. Platz, nachdem sie sich mit 13:15 gegen die Französin Manon Apithy-Brunet geschlagen geben musste. Bei den Olympischen Sommerspielen 2024 musste sie sich mit demselben Punktestand wieder der Französin geschlagen geben und kam so auf den fünften Platz.